# William Preston (1816-1887)
Pour les articles homonymes, voir William Preston.
William Preston (16 octobre 1816 – 21 septembre 1887) est un avocat américain,  homme politique, et ambassadeur. Il est également brigadier-général dans l'armée confédérée pendant la guerre de Sécession.

## Biographie
Preston, le petit-fils du colonel William Preston—l'homonyme de Prestonville, au Kentucky, naît à Louisville, au Kentucky. Francis Preston est son oncle. Sa sœur Henriette épouse Albert S. Johnston en 1829. Il poursuit des études préparatoires et est diplômé de l'université St. Joseph au Kentucky. Il va à l'université de Yale en 1835 et est diplômé de la faculté de droit de l'université de Harvard en 1838. Après l'obtention du diplôme de Harvard, Preston est admis au barreau et commencé à pratiquer à Louisville en 1839.
Il sert comme lieutenant-colonel du 4th Kentucky Volunteers lors de la guerre américano-mexicaine de 1847 à 1848. Après la guerre, il est délégué à la convention constitutionnelle de l'État en 1849 et membre de la Chambre des représentants du Kentucky en 1850. Par la suite, il sert au Sénat de l'État de 1851 à 1853. Il est élu en tant que whig au trente-deuxième Congrès pour combler la vacance du poste de Humphrey Marshall qui a démissionné et est réélu au trente-troisième Congrès et sert du 6 décembre 1852 au 3 mars 1855. Il est de nouveau candidat pour un autre mandat en 1854, mais en vain. Le président James Buchanan nomme Preston comme envoyé extraordinaire et ministre plénipotentiaire en Espagne en 1858. Il démissionne de son poste d'ambassadeur en 1861, lors du déclenchement de la guerre de Sécession.
Bien que son État, le Kentucky, ne fait pas sécession de l'Union, Preston suit son ex-beau-frère et sert dans l'armée confédérée, atteignant le grade de brigadier général en 1862. Il est nommé envoyé extraordinaire et ministre plénipotentiaire de la Confédération auprès de Maximilien, empereur du Mexique en 1864.
Après la guerre, il sert de nouveau en tant que membre de l'État du Kentucky à la Chambre des représentants, en 1868 et 1869.
William Preston meurt à Louisville et est enterré dans le cimetière de Cave Hill, à Louisville.